# دوغ كريستي (كرة سلة)
دوغ كريستي (بالإنجليزية: Doug Christie)‏ مواليد 9 مايو 1970 في سياتل، هو لاعب كرة سلة أمريكي سابق بدأ مسيرته الاحترافية في سنة 1992. تم اختياره من قبل فريق سياتل سوبرسونيكس خلال الدرافت. يبلغ طوله 6 قدم 6 بوصة (2.0 م). اعتزل اللعب في 2007. أحرز خلال مسيرته في الإن بي إيه 9301 نقطة بمعدل 11.2 نقطة في المباراة الواحدة.

## المسيرة الاحترافية
لعب مع لوس أنجلوس ليكرز من سنة 1992 إلى 1994، ثم لعب مع نيويورك نيكس من سنة 1994 إلى 1996، ثم لعب مع تورونتو رابتورز من سنة 1995 إلى 2000، ثم لعب مع سكرامنتو كينغز من سنة 2000 إلى 2005، ثم لعب مع أورلاندو ماجيك في سنة 2005، ثم لعب مع دالاس مافيريكس في سنة 2005، ثم لعب مع لوس أنجلوس كليبرز في سنة 2007.

## روابط خارجية
- دوغ كريستي على موقع إن بي أي (الإنجليزية)
- دوغ كريستي على موقع سبورتس رفرنس (الإنجليزية)
- دوغ كريستي على موقع كرة السلة الأوروبية.كوم (الإنجليزية)
- دوغ كريستي على موقع كلية كرة السلة في سبورتس رفرنس.كوم (الإنجليزية)
- دوغ كريستي على موقع ريلجم (الإنجليزية)
- دوغ كريستي على موقع بروبوليرز (الإنجليزية)
- دوغ كريستي على موقع سبورتس رفرنس (الإنجليزية)